# Gripă spaniolă

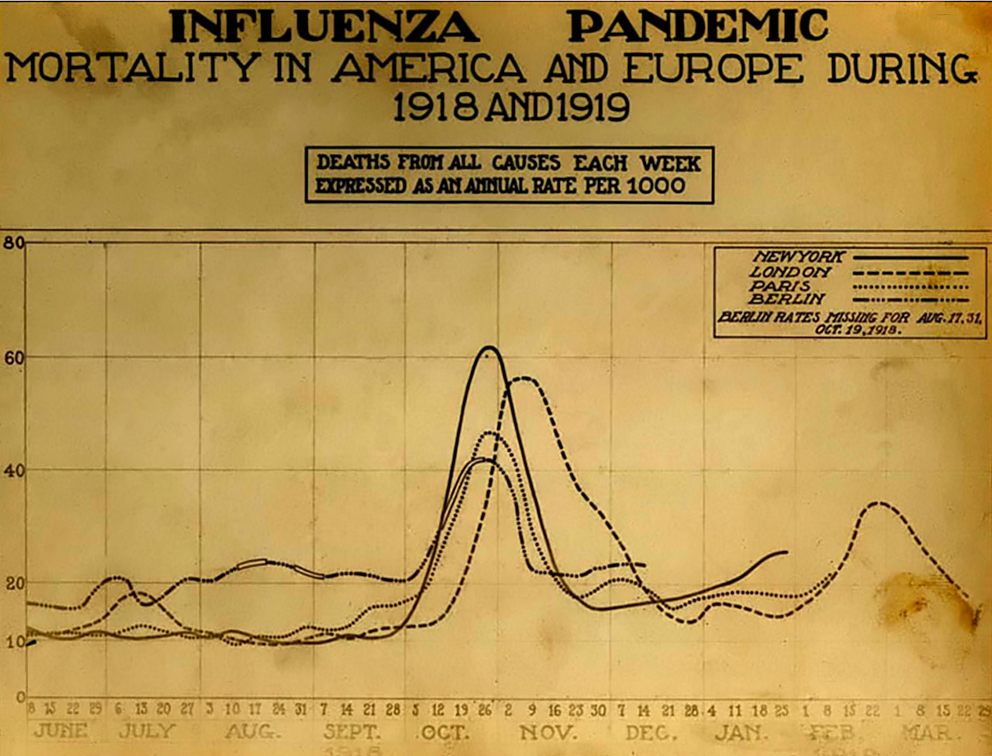
Mortalitatea pe săptămâni la Paris, München, Berlin, Londra și New York. Vârful (octombrie și noiembrie 1918) este atribuit gripei.

Gripa spaniolă este un tip de gripă care a apărut în timpul Primului Război Mondial, fiind, se pare, similară cu gripa aviară de astăzi. S-a răspândit în multe țări odată cu întoarcerea soldaților de pe front, afectând în principal tinerii și având o rată de mortalitate ridicată. Virusul a făcut între 50 de milioane și 100 milioane de victime între 1918 și 1919. Se crede că a fost una dintre cele mai letale pandemii, după Moartea neagră, din istoria umanității. Multe dintre victime au fost persoane tinere și sănătoase, gripa spaniolă fiind total diferită de celelalte pandemii care au afectat copii, bătrâni și persoane cu sănătatea deja slăbită.
Boala a fost observată prima dată în Fort Riley, Kansas, Statele Unite la 11 martie 1918. Aliații din Primul război mondial au numit-o gripă spaniolă deoarece a primit mai multă atenție în presa spaniolă decât în restul Europei. Spania nu a fost implicată în conflict, iar presa nu era cenzurată ca în restul Europei.

## Istoria

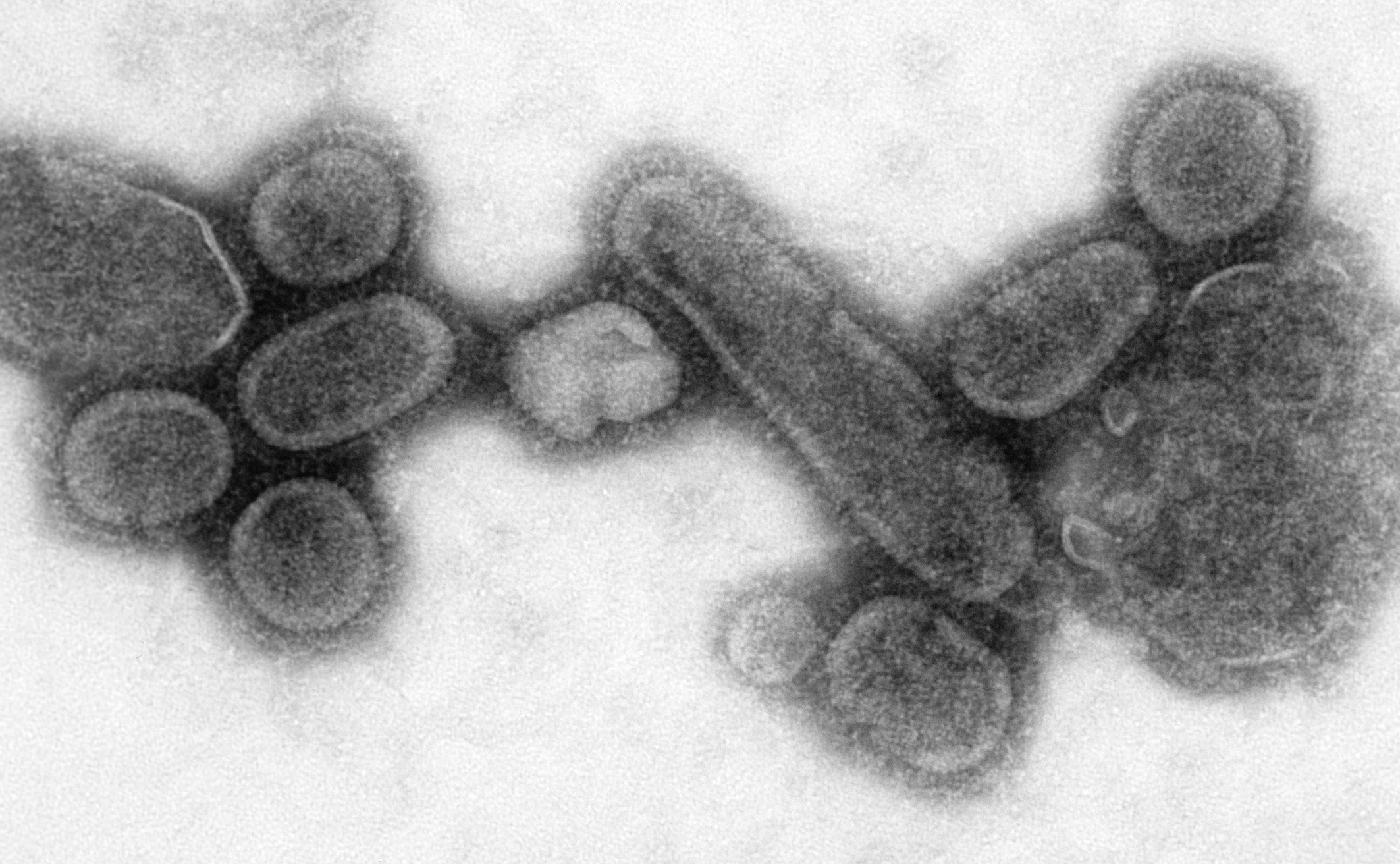
Imagine la microscopul electronic a virusului din 1918 (recreat în laborator).

Rata mortalității pandemiei din 1918-1919 nu este cunoscută cu precizie, dar se estimează că aproximativ 20-50% din populația de pe Terra din acel moment a suferit de această boală, letalitatea fiind între 2,5-5%, cu variații de la o țară la alta. Gripa a putut ucide 25 milioane în primele 25 de săptămâni; în comparație, SIDA a ucis 25 de milioane în primii 25 de ani.
În India au murit 17 milioane de persoane, aproximativ 5% din populația din acea epocă, atingând o rată a mortalității de 20% în unele zone. În armata indiană, cel puțin 22% dintre soldații care s-au îmbolnăvit au murit. În Statele Unite, aproape 28% din populație a suferit gripa și 500-675 de mii au murit. În Marea Britanie au murit 200.000; în Franța peste 400.000. În Alaska și Africa de Sud au murit comunități întregi. În Australia au murit 10.000 de persoane și în insulele Fiji au murit 14% din populație în doar două săptămâni, iar Samoa Occidentală 22%.
Spania a fost una dintre țările cele mai afectate, cu 8 milioane de infectați și aproximativ 300.000 morți.
În Mexic, regiunea cea mai afectată a fost statul Nuevo Leon, în care, de la 1 octombrie până la 15 decembrie, au murit 5.015 persoane, populația statului fiind de 336.000 locuitori.

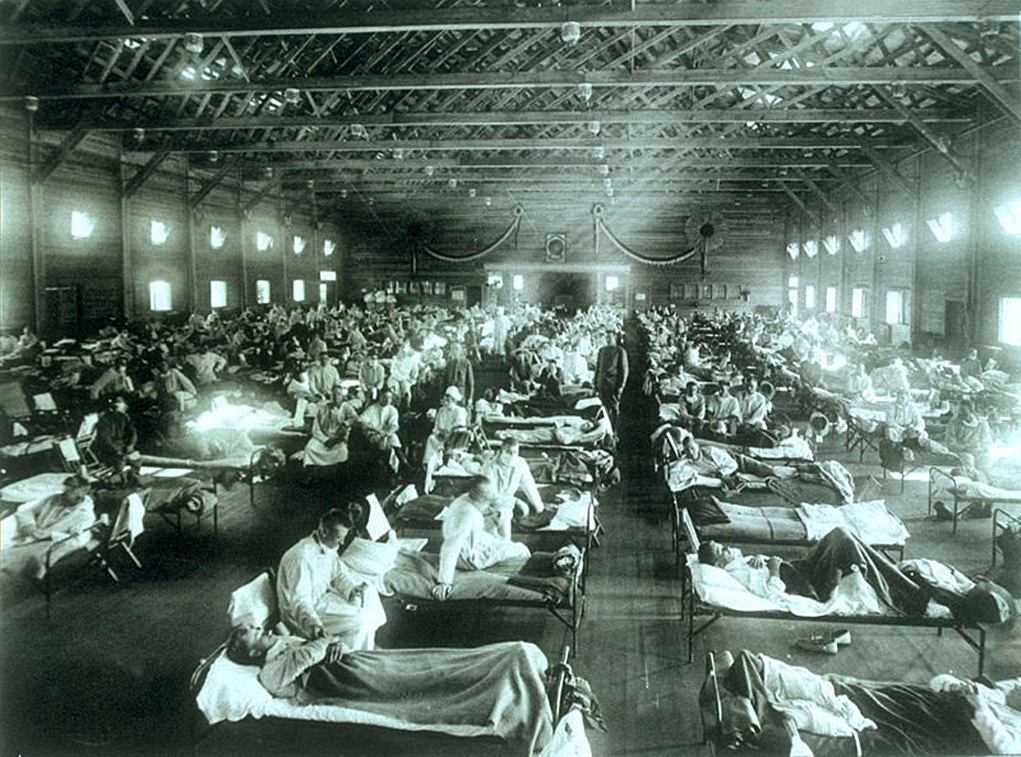
Spital improvizat în Kansas.

Chiar dacă Primul Război Mondial nu a fost cauza directă a gripei, mișcările masive de trupe au ajutat la extinderea bolii. Cercetătorii cred că sistemul imunitar al soldaților era slăbit datorită tensiunii luptelor, atacurilor chimice, mărind astfel probabilitatea de a se contracta boala.
Numărul mare de călători soldați și modernizarea sistemului de transport a făcut posibil propagarea pandemiei într-un evantai mare de comunități. Cauza bolii nefiind încă cunoscută, mijloacele de tratament au fost reduse, de cele mai multe ori tradiționale: chinină, aspirină, ceaiuri, tonice cardiace (camfor) etc.
În 1977-1978 a avut loc o pandemie relativ ușoară, denumită „gripă rusească”. Virusul gripei H1N1, care a produs această pandemie, produsese deja o epidemie în 1950. De aceea, au suferit în primul rând persoanele născute după 1950.

## Victime celebre
- Guillaume Apollinaire, poet francez († 9 noiembrie 1918)
- Felix Arndt, pianist american († 16 octombrie 1918)
- Louis Botha, prim ministru al Uniunii Africii de Sud († 27 august 1919)
- Dark Cloud, numele de scenă al lui Elijah Tahamont, actor amerindian, mort în Los Angeles (1918)
- Prințul Erik, Duce de Västmanland, Principe de Suedia și Norvegia, duce de Västmanland († 20 septembrie 1918)
- Franz Karl Salvator, fiul Arhiducesei María Valeria de Austria și al Arhiducelui Franz Salvator și nepot al împărătesei Sisi și al împăratului Franz Joseph  († 10 decembrie 1918)
- George Freeth, tatăl surfului moderno și salvamar († 7 aprilie 1919)
- Sophie Halberstadt-Freud, fata psihanalistului austriac Sigmund Freud († 1920)
- Harold Gilman, pictor englez († 12 februarie 1919)
- Henry G. Ginaca, inginer american, inventator al mașinii Ginaca († 19 octombrie 1918)
- Charles Tomlinson Griffes, compozitor american († 8 aprilie 1920)
- Eremia Grigorescu, general român 21 iulie 1919)
- Joe Hall , jucător de hochei pe gheață în echipa Montreal Canadiens, membru al Hockey Hall of Fame († 6 aprilie 1919).
- Phoebe Hearst, mama lui William Randolph Hearst († 13 aprilie 1919)
- Margit Kaffka, scriitoare maghiară († 1 decembrie 1918
- Gustav Klimt, pictor și decorator austriac († 6 februarie 1918)
- Vera Kolodnaia, prima stea cinematografică al filmului mut rus († 16 februarie 1919)
- Alan Arnett McLeod, distins cu Crucea Victoria († 6 noiembrie 1918)
- Sir Hubert Parry, compozitor britanic († 7 octombrie 1918)
- William Leefe Robinson, distins cu Crucea Victoria († 31 decembrie, 1918)
- Edmond Rostand, dramaturg francez, cunoscut prin lucrarea sa Cyrano de Bergerac († 2 decembrie 1918)
- Egon Schiele, pictor austriac († 31 octombrie 1918). Soția sa Edith, însărcinată de 6 luni, moare trei zile mai târziu.
- Amadeo de Souza-Cardoso, pictor portughez modernist († 25 octombrie 1918
- Iakov Sverdlov, lider al partidului bolșevic († 16 martie 1919)
- Mark Sykes, om politic și diplomat britanic († 16 februarie 1919)
- Anaseini Takipō, regina de Tonga din 1909, consoarta regelui George Tupou II de Tonga († 26 noiembrie 1918)
- Otto Wagner, arhitect și planificator urban austriac  († 11 aprilie 1918)
- Max Weber, economist politic și sociolog german († 14 iunie 1920)